# دهه ۱۶۰۰ (پیش از میلاد)
دهه ۱۶۰۰ (پیش از میلاد) صد و شصتمین دهه قبل از مبدا شروع تقویم میلادی است.